# Rezzago

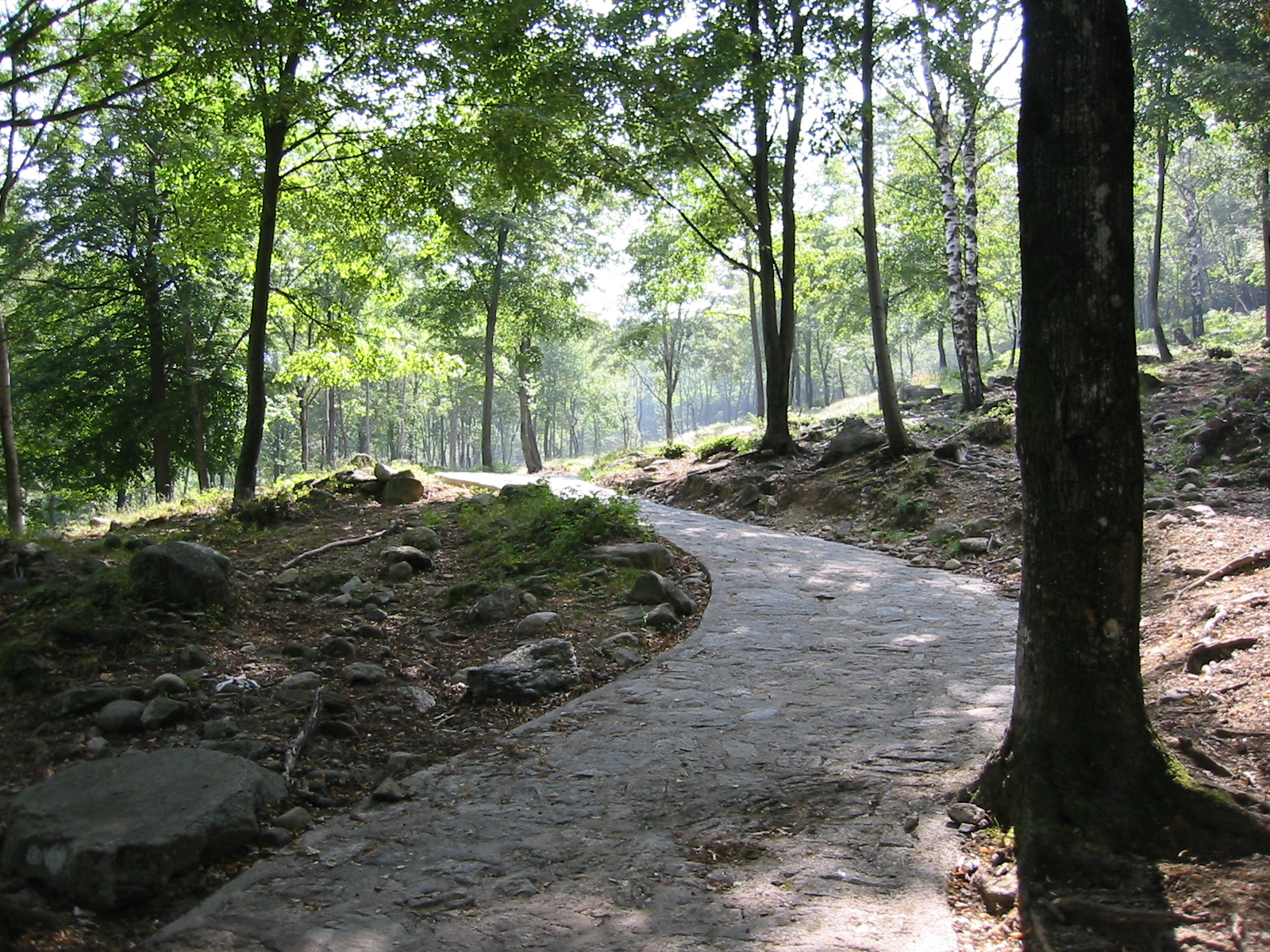
Steinstrasse

Rezzago ist eine italienische Gemeinde (comune) in der Lombardei in der Provinz Como.

## Lage und Einwohner
Die Gemeinde Rezzago liegt rund 25 Kilometer nordöstlich von der ProvinzhauptstadtComo im Vallassina und gehört zur Comunità montana del Triangolo Lariano. Sie umfasst die Fraktion Enco und hat 306 Einwohner (Stand 31. Dezember 2023). 
Die Nachbargemeinden sind Asso, Caglio und Caslino d’Erba.

## Sehenswürdigkeiten
- Pfarrkirche Santa Maria Nascente (16. Jahrhundert)[2]
- Romanische Kirche Santi Cosma e Damiano (12. Jahrhundert)[3] mit Fresken des Malers Andrea De’ Passeris (1505)
- Drei Herdpiramiden
- Steinstrasse